# Lucas Campagnolo
Lucas De Oliveira Campagnolo (Alegrete, Brasil, 13 de junio de 1995), apodado Campa, es un jugador profesional de pádel brasileño. Juega en la posición de drive junto a Javier Leal en el circuito Premier Padel, aunque en el pasado ha jugado mayormente del lado del revés. Es considerado de los mejores jugadores de pádel brasileños de la historia, después de Pablo Lima y es la habitual carta fuerte del equipo brasileño en competencias por equipos. Ha sido compañero de ex números uno del pádel mundial como Juan Martín Díaz y Maxi Sánchez y ha alcanzado una final de World Padel Tour junto a Javi Garrido. Es popular por sus efusivos festejos dentro de la pista. Ha jugado con Lucas Bergamini, Agustín Gutiérrez y Álex Chozas, entre otros.

## Palmarés

### World Padel Tour

#### Finalista
| N.º | Fecha                 | Torneo | Categoría | Pareja       | Oponentes                          | Resultado |
| 1   | 27 de febrero de 2022 | Miami  | Open      | Javi Garrido | Arturo Coello Fernando Belasteguín | 3-6 / 6-7 |